# Tipula paralenta
Tipula paralenta är en tvåvingeart som beskrevs av Alexander 1950. Tipula paralenta ingår i släktet Tipula och familjen storharkrankar. Inga underarter finns listade i Catalogue of Life.